# Kraftwerk North Bangkok
Das Kraftwerk North Bangkok ist ein GuD-Kraftwerk im Landkreis Bang Kruai, Provinz Nonthaburi, Thailand.
Die installierte Leistung des Kraftwerks beträgt 1550 MW. Mit dem Bau des Kraftwerks wurde im Dezember 2006 begonnen; es ging im September 2010 mit dem ersten Block in Betrieb. Das Kraftwerk ist im Besitz der Electricity Generating Authority of Thailand (EGAT) und wird auch von EGAT betrieben.

## Kraftwerksblöcke
Das Kraftwerk besteht aus zwei Blöcken. Die folgende Tabelle gibt einen Überblick:
| Block | Einheit | Max. Leistung (MW) | Betriebsbeginn | Turbine | Generator | Dampfkessel |
| ----- | ------- | ------------------ | -------------- | ------- | --------- | ----------- |
| 1     | 1       | 221                | 2010           | GE      | Hitachi   | CMI         |
|       | 2       | 221                | 2010           | GE      | Hitachi   | CMI         |
|       | 3       | 262                | 2010           | GE      | Hitachi   |             |
| 2     | 1       | 425                | 2016           | Alstom  | Alstom    | Alstom      |
|       | 2       | 425                | 2016           | Alstom  | Alstom    | Alstom      |

Der Block 1 besteht aus zwei Gasturbinen sowie einer nachgeschalteten Dampfturbine. An beide Gasturbinen ist jeweils ein Abhitzedampferzeuger angeschlossen; die Abhitzedampferzeuger versorgen dann die Dampfturbine.
Der Auftrag für den Block 2 wurde im Februar 2013 an Alstom vergeben; er ging im Januar 2016 in Betrieb. Bei den beiden Einheiten des Blocks 2 sind die Gas- und die Dampfturbine an eine gemeinsame Welle (single-shaft) angeschlossen.

## Sonstiges
Die Kosten für die Errichtung von Block 1 werden mit 590 Mio. USD angegeben, die für Block 2 mit 500 Mio. USD.